# 潼川府路
潼川府路，宋朝时设置的路。
宋朝时，四川大多数地方属于宋朝川峡路，后分设西川路和峡西路，后再分西川路为益州路和梓州路，分峡西路为利州路和夔州路，合称四川，设四川制置使，为四川省名的由来，后改益州路为成都府路，改梓州路为潼川府路，分利州路为利州东、西路。
| 路                 | 府（附郭县）       | 屬州，县                                       |
| 益州路（成都府路） | 成都府             | 邛、眉、蜀、彭、綿、漢、嘉、簡、黎、雅、茂、威 |
| 利州路             | 興元               | 利、洋、閬、劍、巴、文、興、蓬、龍             |
| 梓州路             | 梓州 三台          | 梓、遂、果、資、普、昌、戎、瀘、合、榮、渠     |
| 夔州路             | 紹慶府、咸淳、重慶 | 夔、黔、施、忠、萬、達、涪、渝、開             |